# Clubul Sportiv Municipal Volei Alba Blaj
O Clubul Sportiv Municipal Volei Alba Blaj, mais conhecido como Volei Alba Blaj, é um clube de voleibol feminino da cidade de Blaj, Romênia, fundado em 2011. Os seus maiores feitos são: i) quatro títulos da Divizia A1 (2014-15, 2015-16, 2016-17 e 2018-19) e ii) dois títulos da Copa da Romênia em 2017 e 2019.

## História
O Volei Alba Blaj é uma equipe criada em maio de 2011, após uma parceria entre a Prefeitura de Blaj e o Concelho do distrito de Alba. O seu primeiro jogo oficial aconteceu em 1º de outubro de 2011, tendo vencido por 3-0 o CSM Codlea, em seu próprio campo. O clube de Blaj promoveu-se à Divisão A1 do Campeonato Romeno em 2012 ao vencer o Torneio de Promoção A1.
Ingressou na Divisão A1 do Campeonato Romeno na temporada 2012-13, tendo sido eliminado nas quartas-de-final. Depois de um 7º lugar em sua primeira temporada, o Volei Alba Blaj conquistou a medalha de bronze na temporada seguinte (2013/2014).
Conquistou o seu primeiro título da Divisão A1 ao derrotar o CSM Târgoviște, por 3x1 (24-26, 25-17, 25-16, 25-21), na final da temporada 2014-15. Nessa mesma temporada, disputou a sua primeira edição da Copa CEV, finalizando na décima terceira posição. Na Copa da Romênia, terminou na quarta posição.
Conquistou o seu segundo título da Divisão A1 na temporada 2015-16, derrotando na final, mais uma vez, o CSM Târgoviște, por 3-0 (25-15, 25-19, 26-24). Novamente, disputou um edição da Copa CEV, finalizando na quinta posição. Também disputou a sua primeira edição na Liga dos Campeões da Europa, alcançando a décima quarta posição. Outra vez, caiu nas semifinais da Copa da Romênia, finalizando na terceira posição.
A temporada 2016-17 configura-se como a mais exitosa para o Volei Alba Blaj até o momento. Sagrou-se tricampeão nacional ao derrotar na série final o CSM Bucureşti. Obteve o vice-campeonato na Supercopa da Romênia e conquistou, pela primeira vez, o título da Copa da Romênia, ao vencer na final o CSM Târgoviște, por 3-0 (25-14, 25-17, 25-19). Finalizou em décimo quarto lugar na Liga dos Campeões da Europa de 2016-17
A temporada seguinte foi marcada por vice-campeonatos. Conquistou as pratas nacionais na Divisão A1, ao ser derrotado pelo CSM Bucureşti, e na Copa da Romênia. Foi o anfitrião da fase final da Liga dos Campeões da Europa de 2017-18, conquistando a medalha de prata.

## Títulos
| NACIONAIS | NACIONAIS           | NACIONAIS | NACIONAIS                                                      |
|           | Competição          | Títulos   | Temporadas                                                     |
| --------- | ------------------- | --------- | -------------------------------------------------------------- |
| Romênia   | Divizia A1          | 7         | 2014–15, 2015–16, 2016–17, 2018–19, 2019–20, 2021–22 e 2022–23 |
| Romênia   | Cupa României       | 4         | 2016–17, 2018–19, 2020–21 e 2021–22                            |
| Romênia   | Super Cupa României | 1         | 2021                                                           |

| CAMPANHAS DE DESTAQUE | CAMPANHAS DE DESTAQUE | CAMPANHAS DE DESTAQUE | CAMPANHAS DE DESTAQUE | CAMPANHAS DE DESTAQUE |
| Torneio               | Vice-campeão          | Terceiro colocado     | Quarto colocado       |                       |
| --------------------- | --------------------- | --------------------- | --------------------- | --------------------- |
| Liga dos Campeões     | 1 (2017-18)           | 0                     | 0                     |                       |
| Copa CEV              | 2 (2018-19 e 2022-23) | 1 (2021-22)           | 0                     |                       |
| Challenge Cup         | 1 (2020-21)           | 0                     | 0                     |                       |
| Divizia A1            | 2 (2017-18 e 2020-21) | 1 (2013-14)           | 0                     |                       |
| Cupa României         | 1 (2017-18)           | 2 (2014-15 e 15-16)   | 0                     |                       |
| Super Cupa României   | 1 (2016)              | 0                     | 0                     |                       |

## Equipe atual
Temporada 2019-2020
- Ioana Baciu
- Sanja Popović
- Ștefania Cheluță
- Nađa Ninković
- Maja Aleksić
- Noemi Oiwoh
- Bianka Buša
- Sanja Bursać
- Ramona Rus
- Francesca Ioana Alupei
- Anastasiya Bezsonova
- Aleksandra Ćirović
- Femke Stoltenborg
- Silvija Popović
- Kirsten Knip

## Jogadoras notáveis
- Adina Salaoru
- Ana Antonijević
- Ana Cleger
- Ioana Baciu
- Jovana Vesović
- Lena Möllers
- Lora Kitipova
- Mariya Karakasheva
- Nađa Ninković
- Nataša Krsmanović
- Nneka Onyejekwe
- Roxana Bacșiș
- Samara Almeida
- Selime İlyasoğlu
- Tijana Malešević